# Josh Cassada
Joseph Aaron Cassada, detto Josh (San Diego, 18 luglio 1973), è un astronauta statunitense.
Il 5 ottobre 2022 è partito per la sua prima missione con il ruolo di pilota del veicolo Crew Dragon Endurance per l'SpaceX Crew-5 e per prendere parte all'Expedition 68 a bordo della Stazione spaziale internazionale (ISS). Il 12 marzo 2023 è ritornato sulla Terra dopo 157 giorni di missione.

## Biografia

### Carriera accademica e militare
Cassada ha conseguito una laurea in Fisica all'Albion College nel 1995, una laurea specialistica nel 1997 e un dottorato in fisica sulle particelle ad alta energia all'University of Rochester nel 2000. Completata la tesi di dottorato al Fermilab, ha preso servizio come ufficiale navale e ha ottenuto le ali di aviatore navale l'anno seguente. Nel 2002 ha iniziato la carriera di volo con la squadriglia VP-8 di stanza a Brunswick. Come patrol plane commander del P-3C, comandante di missione e pilota istruttore, è stato dispiegato nell'Oceano pacifico occidentale, nel Mar Mediterraneo e nell'America Centrale per varie operazioni, comprese Iraqi Freedom, Enduring Freedom e Unified Assistance. A seguito del suo diploma alla U.S. Navy Test Pilot School (USNTPS) nel 2006, Cassada ha servito come pilota collaudatore per gli aerei P-8A e P-3C a Patuxent River e pilota istruttore dei T-38C e T-6A alla USNTPS. Nel 2011, è stato assegnato alla Defense Contract Management Agency Boeing Seattle come capo delle operazioni di volo, guidando tutte le operazioni degli aeromobili e supervisore per gli aerei P-8A, KC-46, AWACS e UAV del USMC. Durante il suo servizio alla Marina ha accumulato più di 2 500 ore di volo su più di 40 aeromobili e 23 missioni di combattimento. Cassada inoltre ha co-fondato Quantum Opus, un'azienda che produce rivelatori fotonici per la realizzazione di esperimenti di prossima generazione di ottica quantistica, comunicazione singolo fotone, biofotonica a basso flusso e telerilevamento.

### Carriera come astronauta
Cassada è stato selezionato nel Gruppo 21 degli astronauti NASA il 17 giugno del 2013. Ad agosto dello stesso anno ha iniziato i due anni di addestramento come candidato astronauta (ASCAN), addestramento che comprendeva lezioni sui sistemi e sulle procedure della Stazione Spaziale Internazionale (ISS), attività extraveicolari (EVA) simulate nel Neutral Buoyancy Laboratory, lezioni di robotica del Canadarm2, lezioni della lingua russa, addestramenti di volo a bordo del T-38 e esercitazioni di sopravvivenza in vari ambienti estremi, tra cui l'acqua e nei boschi. Nel luglio del 2015 ha completato l'addestramento di base diventando ufficialmente un astronauta e quindi assegnabile alle missioni spaziali. Nel 2015, oltre a supportare gli equipaggi in orbita e lavorare come CAPCOM, è stato assegnato ai programmi di sviluppo dei veicoli commerciali e dell'Orion, lavorando sulle valutazioni e i collaudi dei nuovi veicoli. Il 3 agosto 2018 durante una conferenza la NASA ha annunciato gli equipaggi del volo di prova e della prima missione operativa delle due navicelle; Cassada è stato assegnato al primo volo operativo del CST-100 Starliner (Boeing Starliner-1) insieme a Sunita Williams, con partenza prevista inizialmente nel 2019, poi posticipata al 2021. A causa degli ulteriori rinvii, Cassada venne rimosso dall'equipaggio.

#### SpaceX Crew-5
Il 6 ottobre 2021 venne assegnato come pilota della missione SpaceX Crew-5 a bordo del veicolo Crew Dragon. Durante la permanenza in orbita di sei mesi prenderà parte all'Expedition 68. Il lancio, inizialmente previsto per il 1º settembre 2022, nel luglio 2022 venne rinviato di un mese a causa del danneggiamento del lanciatore Falcon 9. Il 5 ottobre 2022 partì per la sua prima missione a bordo del veicolo Crew Dragon Endurance dal Kennedy Space Center.